# Team KII 3rd Stage「彈珠汽水的飲用方法」
Team KII 3rd Stage「彈珠汽水的飲用方法」（日语：チームKII 3rd Stage「ラムネの飲み方」）是SKE48 Team KII的第3台劇場公演，亦是其首台專屬原創公演。

## 概要
「彈珠汽水的飲用方法」是SKE48 Team KII首台專屬原創公演。Team KII前兩台的公演曲目「想見你」和「手牽手」分別為AKB48 Team A和SKE48 Team S的原創公演，並非為Team KII製作的。
Team KII的首台原創公演原計劃於2011月2月13日開始，但多次延期。2011年6月9日，Team KII隊長高柳明音在AKB48第22張單曲選拔總選舉獲得第23位後發表感言時，於台上懇求SKE48總製作人秋元康為Team KII策劃屬於他們自己的公演，說：「秋元老師！雖然我真的知道你很忙碌，但是請讓我為Team KII的各位和支持Team KII的歌迷轉述一句話。請讓我們做（自己的原創）公演！」，時隔三個月（10月1日）後終於變成事實。
這部公演原定於9月21日開始，但由於颱風洛克侵襲，被迫延遲至10月1日才開始。首天公演於17:00開始。反應非常熱烈，申請超過一萬個。由於SKE48劇場只能容納二百數十人，所以只有其中小部份人能進場觀看。

## 公演内容
全部歌曲均由SKE48總製作人秋元康作詞。

### 曲目
| 次序 | 歌名                   | 原文                   | 作曲                                                        | 編曲             | 備註                        |
| ---- | ---------------------- | ---------------------- | ----------------------------------------------------------- | ---------------- | --------------------------- |
| 0    | overture（SKE48 ver.） | overture（SKE48 ver.） | 尾澤拓实                                                    | 尾澤拓实         | 歌：TAZ，全部SKE48公演共通  |
| 1    | 徵兆                   |                        | 大内正徳                                                    | 野中MASA雄一（） |                             |
| 2    | 操場的小狗             |                        | 夏海                                                        | 生田真心         | 成員輪流飾演小狗            |
| 3    | Disco保健室            |                        | 和田耕平                                                    | 和田耕平         |                             |
| 4    | 讓你久等了Set list     |                        | 樫原伸彦                                                    | 樫原伸彦         |                             |
| 5    | 十字架                 |                        | division L                                                  | 生田真心         |                             |
| 6    | 芬蘭奇蹟               |                        | 佐佐倉有吾                                                  | 野中MASA雄一     |                             |
| 7    | 用眼神告別             |                        | Amit Paul、Staffan Nygren、Niklas Bergstrom、Hilda Eidhagen | Niklas Bergstrom |                             |
| 8    | 撒謊的鴕鳥             |                        | 河原嶺旭                                                    | Tak Miyazawa     |                             |
| 9    | Nice to meet you!      | Nice to meet you!      | Jupiter                                                     | Jupiter          |                             |
| 10   | 孤獨的芭蕾舞娘         |                        | 早川暁雄                                                    | 平田祥一郎       |                             |
| 11   | 現在 能與你一起        |                        | 酒井幹郎（）                                                | 酒井幹郎（）     |                             |
| 12   | Winning Ball           |                        | 木之下慶行                                                  | 木之下慶行       | 2012年CBC職業棒球轉播主題曲 |
| 13   | 握手的愛               |                        | 松本俊明                                                    | 野中MASA雄一     | 成員會下台跟觀眾握手        |

### 安可曲
| 次序 | 歌名               | 原文 | 作曲     | 編曲     | 備註 |
| ---- | ------------------ | ---- | -------- | -------- | ---- |
| 1    | 保齡球願望         |      | 江並哲志 | 武藤星児 |      |
| 2    | 16色的夢想蠟筆     |      | 青野     | 田辺恵二 |      |
| 3    | 彈珠汽水的飲用方法 |      | 夏海     | 近藤圭一 |      |

## SKE48 Team KII 3rd Stage「彈珠汽水的飲用方法」公演
- 公演期間：2011年10月1日至2013年7月12日[6]
- 出演成員
  - 赤枝里里奈、阿比留李帆、井口栞里、石田安奈、小木曾汐莉、加藤智子、後藤理沙子、佐藤聖羅、佐藤實繪子、高柳明音、秦佐和子、古川愛李、松本梨奈、向田茉夏、矢方美紀、山田澪花、若林倫香

※若林在2012年7月22日最后演出本公演并于同年7月31日毕业。
※井口栞里在8月29日从研究生升格。
※秦在2013年3月29日最后演出本公演并于5月6日毕业。
※小木曽与赤枝二人在4月17日最后演出本公演并于5月6日毕业。

- 分組曲負責成員
  - 《十字架》：高柳明音、松本梨奈、若林倫香→井口栞里
  - 《芬蘭奇蹟》：赤枝里里奈、向田茉夏、矢方美紀
  - 《用眼神告別》：小木曾汐莉、古川愛李
  - 《撒謊的鴕鳥》：石田安奈、後藤理沙子、山田澪花
  - 《Nice to meet you!》：阿比留李帆、加藤智子、佐藤聖羅、佐藤實繪子、秦佐和子

## SKE48 Team KII 5th Stage「彈珠汽水的飲用方法」公演
- 在「AKB48集團大組閣祭」後，由新隊長古川愛李帶領的Team KII再次演出這台公演。
- 公演期間︰2014年4月30日至2016年5月24日
- 出演成員
  - 阿比留李帆、荒井優希、石田安奈、内山命、江籠裕奈、大場美奈、加藤智子、北野瑠華、木下有希子、惣田紗莉渚、高木由麻奈、高柳明音、日高優月、古川愛李、古畑奈和、水埜帆乃香、山下由加里（山下ゆかり）、山田菜菜、山田瑞穗（山田みずほ）

- 分組曲負責成員 （粗體為該UNIT曲的中心成員）
  - 《十字架》：古畑奈和、石田安奈、木下有希子（水埜帆乃香）
  - 《芬蘭奇蹟》：古川愛李、山田瑞穗（阿比留李帆）、山下由加里
  - 《用眼神告別》：高柳明音（山田瑞穗）、山田菜菜（木下有希子）
  - 《撒謊的鴕鳥》：江籠裕奈、北野瑠華、日高優月
  - 《Nice to meet you!》：大場美奈、内山命、加藤智子（荒井優希）、惣田紗莉渚、高木由麻奈

- 其他
  - 全員曲《孤獨的芭蕾舞娘》中，由惣田紗莉渚擔任芭蕾獨舞位置。

## CD
《彈珠汽水的飲用方法》（日语：ラムネの飲み方）是SKE48 Team KII的錄音室專輯，於2012年3月14日由avex trax發售。專輯發售首週以約2.1萬張的銷量獲得Oricon公信榜周榜第6位。
- 收录成员
赤枝里里奈、阿比留李帆、石田安奈、小木曾汐莉、加藤智子、後藤理沙子、佐藤聖羅、佐藤實繪子、高柳明音、秦佐和子、古川愛李、松本梨奈、向田茉夏、矢方美紀、山田澪花、若林倫香
- 收录歌曲

1. overture（SKE48 ver.）
2. 徵兆
3. 操場的小狗
4. Disco保健室
5. 讓你久等了Set list
6. 十字架（歌：高柳、松本、若林）
7. 芬蘭奇蹟（歌：向田、矢方、赤枝）
8. 用眼神告別（歌：古川、小木曽）
9. 撒謊的鴕鳥（歌：石田、後藤理、山田澪）
10. Nice to meet you!（歌：阿比留、加藤智、佐藤聖、佐藤實、秦）
11. 孤獨的芭蕾舞娘
12. 現在 與你在一起
13. Winning Ball
14. 握手之愛
15. 保齡球願望
16. 16色的夢想蠟筆
17. 彈珠汽水的飲用方法

## DVD
- 收录成员
赤枝里里奈、阿比留李帆、石田安奈、小木曾汐莉、加藤智子、後藤理沙子、佐藤聖羅、佐藤實繪子、高柳明音、秦佐和子、古川愛李、松本梨奈、向田茉夏、矢方美紀、山田澪花、若林倫香
- 收录歌曲

1. overture（SKE48 ver.）
2. 徵兆
3. 操場的小狗
4. Disco保健室
5. 讓你久等了Set list
6. 十字架（歌：高柳、松本、若林）
7. 芬蘭奇蹟（歌：向田、矢方、赤枝）
8. 用眼神告別（歌：古川、小木曽）
9. 撒謊的鴕鳥（歌：石田、後藤理、山田澪）
10. Nice to meet you!（歌：阿比留、加藤智、佐藤聖、佐藤實、秦）
11. 孤獨的芭蕾舞娘
12. 現在 與你在一起
13. Winning Ball
14. 握手之愛
15. 保齡球願望
16. 16色的夢想蠟筆
17. 彈珠汽水的飲用方法

## 註腳
1. ↑  原文：
2. ↑  2011年的主題曲《愛的數量》亦是Team KII的歌曲，不過這首歌不是公演歌曲，而是收錄於SKE48第5張單曲《萬歲Venus》內。

## 外部連結
- 曲目列表（页面存档备份，存于）（日語）
- 專輯頁面（SKE48官方網站）（页面存档备份，存于）（日語）
- 專輯頁面（avex trax官方網站）（日語）